# Forces armées turques en Chypre du Nord
 (juillet 2013).
Si vous disposez d'ouvrages ou d'articles de référence ou si vous connaissez des sites web de qualité traitant du thème abordé ici, merci de compléter l'article en donnant les références utiles à sa vérifiabilité et en les liant à la section « Notes et références ».
Les forces armées turques à Chypre du Nord, officiellement appelées Force turque de maintien de la paix à Chypre (Turkish: Kıbrıs Türk Barış Kuvvetleri ou KTBK), sont la portion de l’armée de la Turquie continentale qui occupent depuis 1974 le nord de l’île de Chypre, qui appartient de jure à la république chypriote, au sud de l’île. L’armée turque envahit Chypre en 1974 après le coup d’État militaire grec à Chypre, organisé et soutenu par la dictature des colonels au pouvoir en Grèce, qui voulait renforcer l’union avec la Grèce. L’invasion aboutit à l’occupation de la partie nord de l’île. Le corps expéditionnaire turc comprenait 40 000 hommes et 200 blindés, effectif qui fut réduit à une garnison permanente de 17 000 hommes. Ces effectifs suffirent à surpasser le contingent grec dans l’île, même renforcé de la Garde nationale chypriote (12 000 membres d’active et 75 000 réservistes). La Turquie peut acheminer des renforts par voie aérienne en moins d'une heure si nécessaire. Cependant, le conflit toujours pendant au sujet de Chypre complique la participation de la Turquie à l’OTAN et réduit l’efficacité de l’organisation militaire dans la région.

## Histoire

### Brigade turque de Chypre
La Turquie maintient illégallement la Brigade turque de Chypre (Kıbrıs Türk Alayı) dans le nord de l’île. Le 16 août 1960, la brigade était organisée de la manière suivante :  
- groupe Günyeli (Günyeli Grubu)
  - 2e compagnie d’infanterie (2 nci Piyade Bölüğü)
  - 3e compagnie d’infanterie (3 ncü Piyade Bölüğü)
  - compagnie d’armes lourdes (Ağır Silah Bölüğü)
- groupe Ortaköy (Ortaköy Grubu)
  - 1re compagnie d’infanterie (1 nci Piyade Bölüğü)
  - 4e compagnie d’infanterie (4 ncü Piyade Bölüğü)
  - quartier général du régiment (Alay Karargâh Servis Bölüğü)

### Invasion de Chypre
En juillet 1974, la Turquie débarque des forces dans le nord de l’île, juste après le coup d'État du 15 juillet 1974 : c'est l’opération Attila qui se déroule en deux étapes. Les éléments de l'armée turque prenant part aux opérations sont :
- une brigade aéroportée (parachutistes), commandée par le brigadier général Sabri Evren ;
- une brigade commando, commandée par le brigadier général Sabri Demirbağ ;
- une brigade spécial de débarquement, commandée par le brigadier général Süleyman Tuncer ;
- la 39e division d’infanterie, commandée par le major général Bedrettin Demirel ;
- la 28e division d’infanterie, commandée par le major général Osman Fazıl Polat.

L'invasion de Chypre aboutit le 16 août 1974 à l'occupation de 37 % de Chypre par les forces armées turques.

### Forces d’occupation
Elles sont présentes à Chypre depuis 1974, et sont au départ composées des unités suivantes :
- la 28e division d’infanterie, quartier-général à Asha (Paşaköy), au nord-est de Nicosie ;
- la 39e division d’infanterie, quartier-général à Camlibel, dans le district de Girne ;
- la 14e brigade blindée, basée à Asha et équipée de chars M48 Patton[1] ;
- un régiment des forces spéciales ;
- un régiment d’artillerie ;
- des unités de la marine.

Un corps de réserve a été basé à Kythrea (Değirmenlik), au nord de Nicosie.

## Effectifs
La Turquie affirme avoir réduit les effectifs de départ (40 000) dans les années 1990, pour arriver à 17 500 hommes. Cependant, selon le secrétaire général des Nations unies « on estime que dans ces dernières années il y avait dans le nord de l’île de Chypre un peu moins de 30 000 soldats de l’armée turque, ce qui en faisait une des zones les plus militarisées du monde par le rapport du nombre de soldats à la population civile. Plus récemment, des indications tendent à montrer que ces effectifs serait en croissance ».
Les forces turques à Chypre font partie de l’armée égéenne (ou IVe armée) dont le quartier-général est situé à Izmir. Le commandant des troupes basées à Chypre dépend directement de l’état-major de la capitale, Ankara.